# Rasgada
Rasgada es una localidad española del municipio de Valderredible, perteneciente a la comunidad autónoma de Cantabria.

## Geografía
La localidad está localizada a 830 m s. n. m. y dista 18 kilómetros de la capital municipal, Polientes.

## Historia
Hacia mediados del siglo XIX, el lugar, ya por entonces perteneciente a Valderredible, tenía contabilizada una población de cincuenta habitantes. Aparece descrito en el decimotercer volumen del Diccionario geográfico-estadístico-histórico de España y sus posesiones de Ultramar de Pascual Madoz con las siguientes palabras:

RASGADA: l. en la prov. de Santander (16 leg.), part. jud. de Reinosa (4), dióc., aud. terr. y c. g. de Búrgos (12), ayunt. de Valderredible. sit. en una altura, inmediato al Ebr; su clima es templado; sus enfermedades mas comunes son fiebres catarrales. Tiene 10 casas; igl. parr. (San Miguel) servida por un cura de provision del ordinario; una ermita en los afueras, y buenas aguas potables. Confina con térm. de Reocin de los Molinos, Villanueva la Nia, Navamuel y Coroneles, á 3/4 de leg. el mas dist. El terreno es de regular calidad y de secano; por él corre el mencionado Ebro, que nada fertiliza. Hay 2 montes de roble y matas bajas y varios prados naturales. Los caminos dirigen á los pueblos limítrofes: recibe la correspondencia de Reinosa. prod.: granos, legumbres y pastos; cria ganados; caza de varios animales, y pesca de truchas, barbos y anguilas. ind.: un molino harinero. pobl.: 10 vec., 50 alm. contr.: con el ayunt.
(Madoz, 1849, p. 375)

En 2024, la entidad singular de población tenía empadronado un solo habitante.

## Paisaje y naturaleza
El entorno de Rasgada es muy característico de los pueblos altos de Valderredible donde el matorral de roble, subespecie degradada de Quercus pyrenaica, convive con las repoblaciones de pinos.

## Patrimonio histórico
La iglesia de San Miguel es un modesto edificio tardorrománico en buena simbiosis con los posteriores añadidos barrocos y en la que destacan la armonía de sus proporciones y la sencillez de los elementos decorativos. Existen dos buenos ejemplares de casas fuertes con volúmenes cúbicos, que siguen un esquema típico para este tipo de construcciones desde la Baja Edad Media cuando las construcciones defensivas se hicieron urbanas y se integraron en la vida civil. La mejor de las dos es la que se sitúa al final del pueblo en dirección Navamuel, que data de 1619, según reza en la inscripción de su fachada. Se compone de una torre de muros muy cerrados, con portada formada por un arco de medio punto de grandes dovelas y rematado por moldura de gola y bolas herrerianas en los vértices. Se amplió por la parte trasera mediante otras dependencias en las que se libera algo más al muro mediante la apertura de una triple arquería en la planta baja. La otra torre denota un estilo inscrito ya en el siglo XVIII, con mayor apertura de vanos y algunas concesiones a lo decorativo.